# Johann Matthias Carrich
Johann Matthias Carrich (auch Johann Mathias Carrich; * 23. Februar 1735 in Ehrenbreitstein; † 21. Oktober 1813 in Köln) war ein deutscher römisch-katholischer Theologe, Jesuit und Hochschullehrer.

## Leben
Carrich erhielt seine erste Bildung am Jesuitenkolleg Koblenz. Am 27. Mai 1755 wurde er in die Gemeinschaft der Jesuiten aufgenommen, nachdem er sein Wissen über die Theologie nachgewiesen hatte. Anschließend war er bei den Jesuiten in Trier und Ravenstein tätig. In Ravenstein lehrte er die Humaniora. Am 14. September 1760 wurde er in Köln zum Priester geweiht.
Carrich wurde nach seiner Priesterweihe an das Jesuitenkolleg Münster gesendet. Die Einrichtung war in dieser Zeit in der Umwandlung in eine Jesuitenuniversität inbegriffen. Nach der Aufhebung des Jesuitenordens entstand aus dieser Einrichtung die Universität Münster. Er erhielt dort die Professur für Logik und Metaphysik. 1762 wurde er als Professor des Hebräischen an die Universität Paderborn berufen. Als die Lehre nach Büren verlegt wurde, lehrte er dort sechs Jahre Hebräisch, Heilige Schrift und Dogmatik.
Carrich erhielt 1769 einen Ruf an die Universität Köln, an der er Dogmatik, Moral und Kirchengeschichte lehrte, und wurde zum Dr. theol. promoviert. Daneben lehrte er am Kölner Jesuitenkolleg Hebräisch. Nach der Aufhebung des Jesuitenordens 1773 behielt er seine Lehrämter. 1780 wählte man ihn zum Regens des Kölner Marzellengymnasium. Dieses Amt hatte er bis 1798 inne. Außerdem war er von 1788 bis 1793 Rektor der Universität.
Carrich erhielt 1784 die Ernennung zum Kanoniker beim Stift St. Gereon in Köln. Er war prominenter Gegner der Ausrichtung der Universität Bonn.

## Werke (Auswahl)
- Erklärung über die vornehmsten Glaubenssätze der katholischen Kirche, Köln 1787.
- Erklärung über die vornehmsten Ceremonien und gottesdienstlichen Gebräcue in der katholischen Kirche, Köln 1788.
- Erklärung über die 5 Gebote der katholischen Kirche, Köln 1789.
- Rede von der Nothwendigkeit der Vereinigung der Christen mit der allgemeinen Kirche, Köln 1790.
- Dissertatio Extemporanea In Canonem 6. Concilii Tridentini Sessione XXIV, Köln 1793. (Digitalisat)